# John Lyons (jégkorongozó)
John Joseph „Sharkey” Lyons, Jr. (Arlington, Massachusetts, 1900. március 31. –   Arlington, Massachusetts, 1971. január 15.) olimpiai ezüstérmes amerikai jégkorongozó.
Az 1924. évi téli olimpiai játékokon részt vett az amerikai férfi jégkorong-válogatottal a jégkorongtornán. A csoportkörből óriási fölénnyel, kapott gól nélkül jutottak tovább a négyes döntőbe, ahol csak a kanadai válogatott tudta őket legyőzni, így ezüstérmesek lettek. A Boston Athletic Associationból került a válogatottba. Csak egy mérkőzésen játszott, a brit csapat ellen. Gólt nem ütött.